# Сідні (Британська Колумбія)
Сідні (англ. Sidney) — містечко в Канаді, у провінції Британська Колумбія, у складі регіонального округу Кепітел.

## Населення
За даними перепису 2016 року, містечко нараховувало 11672 особи, показавши зростання на 4,4%, порівняно з 2011-м роком. Середня густина населення становила 2 290,7 осіб/км².
З офіційних мов обидвома одночасно володіли 855 жителів, тільки англійською — 10 550, тільки французькою — 5, а 45 — жодною з них. Усього 1095 осіб вважали рідною мовою не одну з офіційних, з них. 35 — українську.
Працездатне населення становило 48,2% усього населення, рівень безробіття — 4,4% (4,5% серед чоловіків та 4,3% серед жінок). 85,2% осіб були найманими працівниками, а 13,2% — самозайнятими.
Середній дохід на особу становив $44 601 (медіана $36 685), при цьому для чоловіків — $52 695, а для жінок $38 152 (медіани — $44 992 та $31 372 відповідно).
30% мешканців мали закінчену шкільну освіту, не мали закінченої шкільної освіти — 12,2%, 57,8% мали післяшкільну освіту, з яких 38,1% мали диплом бакалавра, або вищий, 115 осіб мали вчений ступінь.
| Статево-вікова структура населення | Статево-вікова структура населення | Статево-вікова структура населення | Статево-вікова структура населення | Статево-вікова структура населення |
| ---------------------------------- | ---------------------------------- | ---------------------------------- | ---------------------------------- | ---------------------------------- |
|                                    |                                    |                                    |                                    |                                    |
| Всього                             | Всього                             | 44,8%55,2%                         |                                    |                                    |
| 0 — 14 років                       | 0 — 14 років                       |                                    | 10,1%                              | 10,1%                              |
| 15 — 64 років                      | 15 — 64 років                      |                                    | 49%                                | 49%                                |
| 65 і більше                        | 65 і більше                        |                                    | 40,9%                              | 40,9%                              |
| 85 і більше                        | 85 і більше                        |                                    | 9,7%                               | 9,7%                               |
| 100 і більше                       | 100 і більше                       |                                    | 0%                                 | 0%                                 |
| Середній вік (років)               | Середній вік (років)               | 52,256,5                           | 54,6                               | 54,6                               |
| Медіана (років)                    | Медіана (років)                    | 57,061,5                           | 59,8                               | 59,8                               |
| — чоловіки — жінки                 |                                    |                                    |                                    |                                    |

| Походження мешканців:     | Походження мешканців:     | Походження мешканців: | Походження мешканців: | Походження мешканців: |
| ------------------------- | ------------------------- | --------------------- | --------------------- | --------------------- |
| Походження                |                           |                       | осіб                  | %                     |
| Корінні американці        | Корінні американці        |                       | 460                   | 4.13%                 |
| Інше північноамериканське | Інше північноамериканське |                       | 2 635                 | 23.67%                |
| Європейське               | Європейське               |                       | 9 570                 | 85.98%                |
| британське                | британське                |                       | 7 630                 | 68.55%                |
| французьке                | французьке                |                       | 1 040                 | 9.34%                 |
| українське                | українське                |                       | 650                   | 5.84%                 |
| Латинськоамериканське     | Латинськоамериканське     |                       | 45                    | 0.4%                  |
| Карибське                 | Карибське                 |                       | 55                    | 0.49%                 |
| Африканське               | Африканське               |                       | 85                    | 0.76%                 |
| Азійське                  | Азійське                  |                       | 670                   | 6.02%                 |
| Океанійське               | Океанійське               |                       | 90                    | 0.81%                 |

| Зайнятість населення за галузями (за класифікацією NOC): | Зайнятість населення за галузями (за класифікацією NOC): | Зайнятість населення за галузями (за класифікацією NOC): | Зайнятість населення за галузями (за класифікацією NOC): | Зайнятість населення за галузями (за класифікацією NOC): |
| -------------------------------------------------------- | -------------------------------------------------------- | -------------------------------------------------------- | -------------------------------------------------------- | -------------------------------------------------------- |
|                                                          |                                                          |                                                          |                                                          |                                                          |
| Управління                                               | Управління                                               |                                                          | 9,2%                                                     | 9,2%                                                     |
| Бізнес, фінанси та адміністрування                       | Бізнес, фінанси та адміністрування                       |                                                          | 16,4%                                                    | 16,4%                                                    |
| Природничі та прикладні науки                            | Природничі та прикладні науки                            |                                                          | 7,6%                                                     | 7,6%                                                     |
| Охорона здоров'я                                         | Охорона здоров'я                                         |                                                          | 6,7%                                                     | 6,7%                                                     |
| Освіта, правозахист, муніципальні та урядові служби      | Освіта, правозахист, муніципальні та урядові служби      |                                                          | 11,4%                                                    | 11,4%                                                    |
| Мистецтво, культура, відпочинок та спорт                 | Мистецтво, культура, відпочинок та спорт                 |                                                          | 2,9%                                                     | 2,9%                                                     |
| Роздрібна торгівля та послуги                            | Роздрібна торгівля та послуги                            |                                                          | 27,6%                                                    | 27,6%                                                    |
| Гуртова торгівля, транспорт та обладнання                | Гуртова торгівля, транспорт та обладнання                |                                                          | 14,3%                                                    | 14,3%                                                    |
| Природні ресурси, сільське господарство                  | Природні ресурси, сільське господарство                  |                                                          | 1,7%                                                     | 1,7%                                                     |
| Виробництво                                              | Виробництво                                              |                                                          | 2,3%                                                     | 2,3%                                                     |

## Клімат
Середня річна температура становить 10,3°C, середня максимальна – 20,7°C, а середня мінімальна – -0,7°C. Середня річна кількість опадів – 846 мм.
| Клімат поселення                              | Клімат поселення | Клімат поселення | Клімат поселення | Клімат поселення | Клімат поселення | Клімат поселення | Клімат поселення | Клімат поселення | Клімат поселення | Клімат поселення | Клімат поселення | Клімат поселення | Клімат поселення |
| Показник                                      | Січ.             | Лют.             | Бер.             | Квіт.            | Трав.            | Черв.            | Лип.             | Серп.            | Вер.             | Жовт.            | Лист.            | Груд.            |                  |
| Середній максимум, °C                         | 8,86             | 9,96             | 11,57            | 13,86            | 16,98            | 19,71            | 20,34            | 20,65            | 17,86            | 13,48            | 9,70             | 7,49             |                  |
| Середня температура, °C                       | 4,07             | 5,17             | 6,77             | 9,05             | 12,19            | 14,92            | 17,19            | 17,50            | 14,74            | 10,35            | 6,60             | 4,35             |                  |
| Середній мінімум, °C                          | −0,73            | 0,38             | 1,98             | 4,27             | 7,40             | 10,11            | 14,08            | 14,41            | 11,62            | 7,23             | 3,46             | 1,24             |                  |
| Норма опадів, мм                              | 133              | 97               | 74               | 46               | 37               | 31               | 19               | 24               | 29               | 74               | 141              | 141              |                  |
| Середньомісячна швидкість вітру, м/с          | 3.59             | 3.40             | 3.50             | 3.40             | 3.39             | 3.40             | 3.26             | 2.97             | 2.60             | 2.88             | 3.58             | 3.68             |                  |
| Середньомісячна сонячна радіація, кДж/м²·день | 3235             | 6076             | 9975             | 14898            | 18536            | 20043            | 21238            | 18165            | 13284            | 7085             | 3644             | 2577             |                  |
| --------------------------------------------- | ---------------- | ---------------- | ---------------- | ---------------- | ---------------- | ---------------- | ---------------- | ---------------- | ---------------- | ---------------- | ---------------- | ---------------- | ---------------- |
| Джерело:                                      |                  |                  |                  |                  |                  |                  |                  |                  |                  |                  |                  |                  |                  |